# Castell d'Ardgillan
El Castell d'Ardgillan (Ardgillan Castle en anglès) és una gran casa pairal situada a Balbriggan, al comtat de Dublín, Irlanda. Es troba a la finca anomenada Ardgillan Demesne (Terres pairals d'Ardgillan). Mostra decoracions de merlets, l'edifici té vistes de la costa i de la localitat de Skerries. El castell consisteix en un edifici de dues plantes i un soterrani que s'estén cap al sud sota els camps.

## Història
El castell va ser construït pel reverend Robert Taylor el 1738. Va ser propietat de la família Taylor fins al 1962, quan va passar a Heinrich Potts de Westfàlia. L'any 1982 va ser venuda al comtat de Fingal. Avui dia està obert al públic.

## Altres dades
Es diu que el fantasma d'una dona s'apareix en el pont -conegut localment com The Lady's Stairs- que hi ha sobre la propera línia fèrria al final del jardí. El pont va ser fet malbé per un xoc el 2006 i renovellat i reobert finalment el 2007.
L'estiu de 2005, la finca va albergar una sèrie de concerts. Entre els grups que van actuar es trobaven Moby, REM, Meat Loaf i Status Quo.